# كا-في بو
كا-في بو هي بلدة في أبرشية سانت جورج في غرينادا.
تقع في الطرف الجنوبي من الجزيرة، على الساحل الغربي. ترتفع 57 مترا عن مستوى سطح البحر.